# Gulliver utazásai (film, 1983)
A Gulliver utazásai (eredeti cím: Los viajes de Gulliver) 1983-ban bemutatott spanyol animációs fantasy-kalandfilm, melynek rendezője és producere Cruz Delgado. A forgatókönyvet Jonathan Swift azonos című regénye alapján Gustavo Alcalde írta. A film az Estudios Cruz Delgado gyártásában készült, a munkálatok két éven át tartottak.
Spanyolországban 1983. december 17-én mutatták be a mozikban, kritikai és közönségsiker mellett. Később a Kalkuttai Filmfesztiválon is bemutatkozott, ahol díjjal tüntették ki.
Magyarországon  két szinkronos változat is készült belőle: az elsőt 1993. december 26-án a Duna TV-n sugározták, a másodikat 1997-ben adták ki VHS-en a Mirax forgalmazásában.

## Cselekmény
A 17. században Gulliver, a fiatal kalandor felfedezőútra indul. Egy heves viharban hajója elsüllyed, de sikerül kievickélnie Brodiñac, az óriások országának szigetére. A hajótöröttet egy halász veszi fel és invitálja otthonába, itt Gulliver találkozik és összebarátkozik egy Glumdalclitch nevű lánnyal. A halász azonban úgy dönt, eladja a kalandort egy vásáron.
Flinap herceg fülébe jut Gulliver érkezése és a kastélyába viszi őt. Az irigy udvari bolond egy gigantikus gorilla kiszabadításával akar elégtételt venni, veszélybe sodorva Gulliver életét. Glumdalclitch segít megszökni Gullivernek a szigetről, a fiatal férfit felveszi egy hajó és visszautazik Angliába.

## Szereplők
| Szereplő        | Eredeti hang      | Magyar hang                 | Magyar hang               |
| Szereplő        | Eredeti hang      | 1. változat (Duna TV, 1993) | 2. változat (Mirax, 1997) |
| --------------- | ----------------- | --------------------------- | ------------------------- |
| Samuel Gulliver | Nelson Modling    | Lippai László               | Bartucz Attila            |
| Glumdalclitch   | Alexa Bates       | Götz Anna                   | Zsigmond Tamara           |
| Bolond          | Leon Liberman     | Kocsis György               | Csuja Imre                |
| Flinap herceg   | Jack Taylor       | Beregi Péter                | Fekete Zoltán             |
| Halász          | Elmer Modling     | Kránitz Lajos               | Bácskai János             |
| Halász felesége | Marina Moreno     | Szabó Éva                   | Tóth Judit                |
| Flinap kamarása | George Oeste      | Sinkovits-Vitay András      | Kálid Artúr               |
| Cirkuszos       | Ralph Brown       | Hankó Attila                | Szokolay Ottó             |
| Hajóskapitány   | Thomas Entwhistle | Orosz István                | Uri István                |
| Katona          | N/A               | Horkai János                | Balázsi Gyula             |

## Televíziós megjelenések
Eredeti magyar szinkronnal az alábbi televíziókban vetítették le:
- Duna TV, TV-1